# 田中まや
田中 まや（たなか まや、1月1日 - ）は、日本の女性声優。埼玉県出身。

## 人物
趣味は入浴、ネイルアート、昼寝、パン作り。

## 出演作品

### ゲーム
- 押忍!闘え!応援団（神田葵）
- Confidential Money 〜300日で3000万ドル稼ぐ方法〜（カトリーヌ[2]）
- 燃えろ!熱血リズム魂 押忍!闘え!応援団2（神田葵）
- デュエルセイバーデスティニー
- Sudeki ～千年の暁の物語～
- KONAMI「pop'n music」楽曲歌唱担当
- KONAMI「DrumMania」楽曲歌唱担当
- KONAMI「GuiterFreaks」楽曲歌唱担当

### ナレーション
- 新江ノ島水族館「ニンテンドーDSガイド」音声ガイド
- 新江ノ島水族館「ニンテンドーDSガイド」音声ガイド

### ラジオ
- ターゲットpresents『田中まやと山田茉莉のM×Mらじお♪』（ターゲットイノベーションラジオ）